# Rhionaeschna biliosa
Rhionaeschna biliosa – gatunek ważki z rodziny żagnicowatych (Aeshnidae). Występuje na terenie Ameryki Południowej.